# نیکلاس لولین دیویس
نیکلاس «نیکو» لولین دیویس (انگلیسی: Nicholas "Nico" Llewelyn Davies؛ زادهٔ ۲۴ نوامبر ۱۹۰۳ - درگذشتهٔ ۱۴ اکتبر ۱۹۸۰) جوان‌ترین پسر بین پسران لولین دیویس بود که الهام‌بخش پیتر پن و پسران گمشده جی.ام. بری بودند. او تنها یک سال داشت که پیتر پن، یا پسری که بزرگ نمی‌شود در سال ۱۹۰۴ روی صحنه رفت و به این ترتیب الهام‌بخش اصلی شخصیت‌های پیتر و پسران گمشده نبود. با این حال او هشت ساله بود که رمان اقتباسی پیتر و وندی منتشر شد و در نسخه‌های بعدی نمایشنامه، نام میانی شخصیت مایکل دارلینگ به «نیکلاس» تغییر یافت. او پسر عموی نویسندهٔ انگلیسی دافنه دوموریه بود.